# Ascochyta plantaginicola
Ascochyta plantaginicola är en svampart som beskrevs av Melnik 1970. Ascochyta plantaginicola ingår i släktet Ascochyta, ordningen Pleosporales, klassen Dothideomycetes, divisionen sporsäcksvampar och riket svampar.   Inga underarter finns listade i Catalogue of Life.